# Sapium adenodon
Sapium adenodon là một loài thực vật có hoa trong họ Đại kích. Loài này được Griseb. miêu tả khoa học đầu tiên năm 1861.